# Kővári Máté
Kővári Máté (Budapest, 1986. augusztus 16. –) magyar humorista.

## Pályafutása
Tanulmányait a budapesti II. Rákóczi Ferenc Gimnáziumban, majd a Pázmány Péter Katolikus Egyetem Társadalomtudományi karán végezte. Eredeti végzettsége szerint újságíró. A Csillag születik című műsor döntőse.
2023-ban szerepelt Az álommeló c. műsorban.